# Забытые желания
«Забытые желания» (англ. Romulus, My Father; дословно — «Ромулус, мой отец») — фильм-драма 2007 года режиссёра Ричарда Роксбурга.

## Сюжет
Ромулус Гаита — румынский иммигрант, после Второй Мировой войны перебравшийся в Австралию. На фоне ухудшающегося психического здоровья он воспитывает сына Рэймонда.

## В ролях
| Актёр           | Роль                        |
| --------------- | --------------------------- |
| Эрик Бана       | Ромулус Гаита отец Рэймонда |
| Франка Потенте  | Кристина мать Рэймонда      |
| Коди Смит-Макфи | Рэймонд                     |
| Мартон Чокаш    | Хора друг Ромулуса          |
| Яцек Коман      | Вацек                       |
| Хезер Митчелл   | телеведущая                 |

## Награды и номинации
- 2007 — премия «Australian Cinematographers Society» в категории «Лучшая операторская работа» (Джеффри Симпсон).
- 2007 — 4 премии «AFI» в категориях «Лучший фильм» (Роберт Конноли, Джон Мейнард), «Лучший актёр» (Эрик Бана), «Лучший актёр второго плана» (Мартон Чокаш), «Лучший молодой актёр» (Коди Смит-Макфи), и 12 номинаций в категориях «Лучшая режиссура» (Ричард Роксбург), «Лучший сценарий» (Ник Дрейк), «Лучшая операторская работа» (Джеффри Симпсон), «Лучший монтаж» (Суреш Айяр), «Лучший звук» (Сэм Петти, Гэри Уилкинс, Фил Хейвуд), «Лучшая музыка» (Бэзил Ходжиос), «Лучший дизайн фильма» (Роберт Казинс), «Лучший дизайн костюмов» (Джоди Фрид), «Лучший актёр» (Коди Смит-Макфи), «Лучшая актриса» (Франка Потенте), «Лучший актёр второго плана» (Рассел Дикстра), «Лучшая актриса второго плана» (Эсме Мелвилл).
- 2007 — премия «Australian Screen Editors» в категории «Лучший монтаж» (Суреш Айяр).
- 2007 — премия «Australian Screen Sound Guild» в категории «Лучшая запись звука» (Гэри Уилкинс, Марк Васютак) и 3 номинации в категориях «Лучший звуковой дизайн» (Сэм Петти), «Лучшее сведение звука» (Фил Хейвуд), «Саундтрек года».
- 2008 — 2 премии «Film Critics Circle of Australia Awards» в категориях «Лучший актёр второго плана» (Мартон Чокаш), «Special Achievement Award» (Коди Смит-Макфи) и 7 номинаций в категориях «Лучший фильм», «Лучший актёр» (Эрик Бана), «Лучший актёр второго плана» (Коди Смит-Макфи), «Лучший режиссёр» (Ричард Роксбург), «Лучшая операторская работа» (Джеффри Симпсон), «Лучший монтаж» (Суреш Айяр), «Лучшая музыка» (Бэзил Ходжиос).
- 2009 — номинация на премию «Молодой актёр» в категории «Лучший иностранный исполнитель» (Коди Смит-Макфи).

## Отзывы
Фильм получил смешанные отзывы кинокритиков. На сайте Rotten Tomatoes у фильма 55 % положительных рецензий из 11. На Metacritic — 57 баллов из 100 на основе 6 рецензий.